# Варакин, Николай Григорьевич
Николай Григорьевич Варакин (1912—1945) — старшина Рабоче-крестьянской Красной Армии, участник Великой Отечественной войны, Герой Советского Союза (1945).

## Биография
Николай Варакин родился в 1912 году в селе Усть-Урень (ныне — Карсунский район Ульяновской области) в рабочей семье. Окончил три класса школы, работал сначала на заводе, затем в колхозе. В 1937 году Варакин был призван на службу в Рабоче-крестьянскую Красную Армию. С 1941 года — на фронтах Великой Отечественной войны. В 1943 году вступил в ВКП(б). К марту 1945 года старшина Николай Варакин командовал взводом 483-го отдельного сапёрного батальона 356-й стрелковой дивизии 61-й армии 1-го Белорусского фронта. Отличился во время боёв в Померании.
28 марта 1945 года Варакин, пробравшись вдоль берега канала к юго-западу от города Голлнов (ныне — Голенюв, Польша), доставил в расположение своего батальона ценные разведданные. Во время десантной операции на озере Домбе в районе населённого пункта Арминсвальде (ныне село Залом, гмина Голенюв, Голенювский повят, Западно-Поморское воеводство, Польша), несмотря на вражеский огонь, совершил четыре рейса на лодке и первёз совместно со своим взводом две стрелковые роты и два пулемётных расчёта, эвакуировал двух раненых бойцов. В ходе выполнения этого задания Варакин погиб. Первоначально был похоронен в населённом пункте Баренбрух (ныне село Недзведзь, гмина Кобылянка, Старгардский повят, Западно-Поморское воеводство, Польша). Позднее перезахоронен на воинском кладбище в городе Щецин.
Указом Президиума Верховного Совета СССР от 31 мая 1945 года старшина Николай Варакин был удостоен высокого звания Героя Советского Союза. Также был награждён орденами Ленина, Отечественной войны 2-й степени, Красной Звезды и Славы 3-й степени.